# Patata kennebec

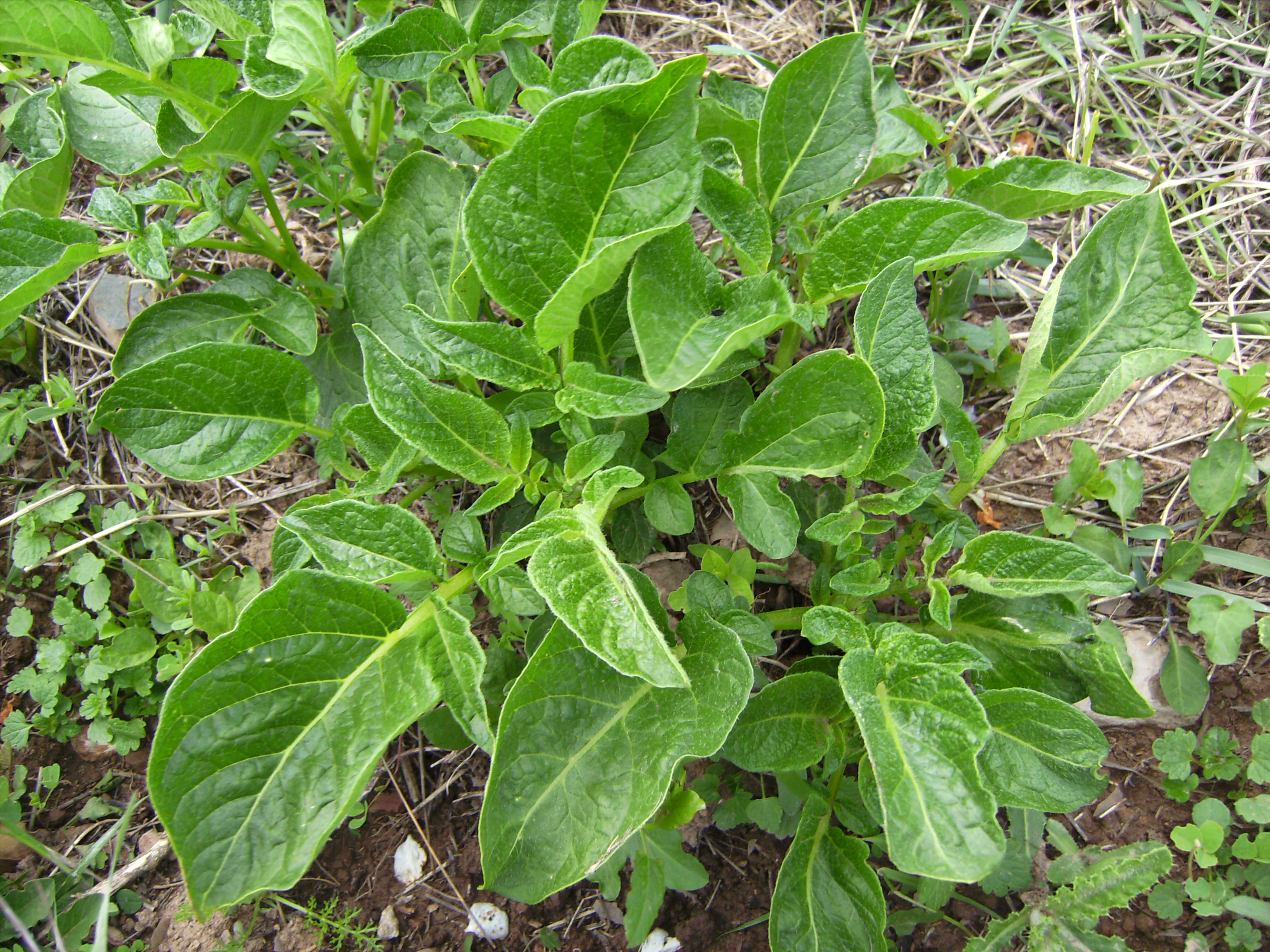
Patatera varietat Kennebec a Castelltallat

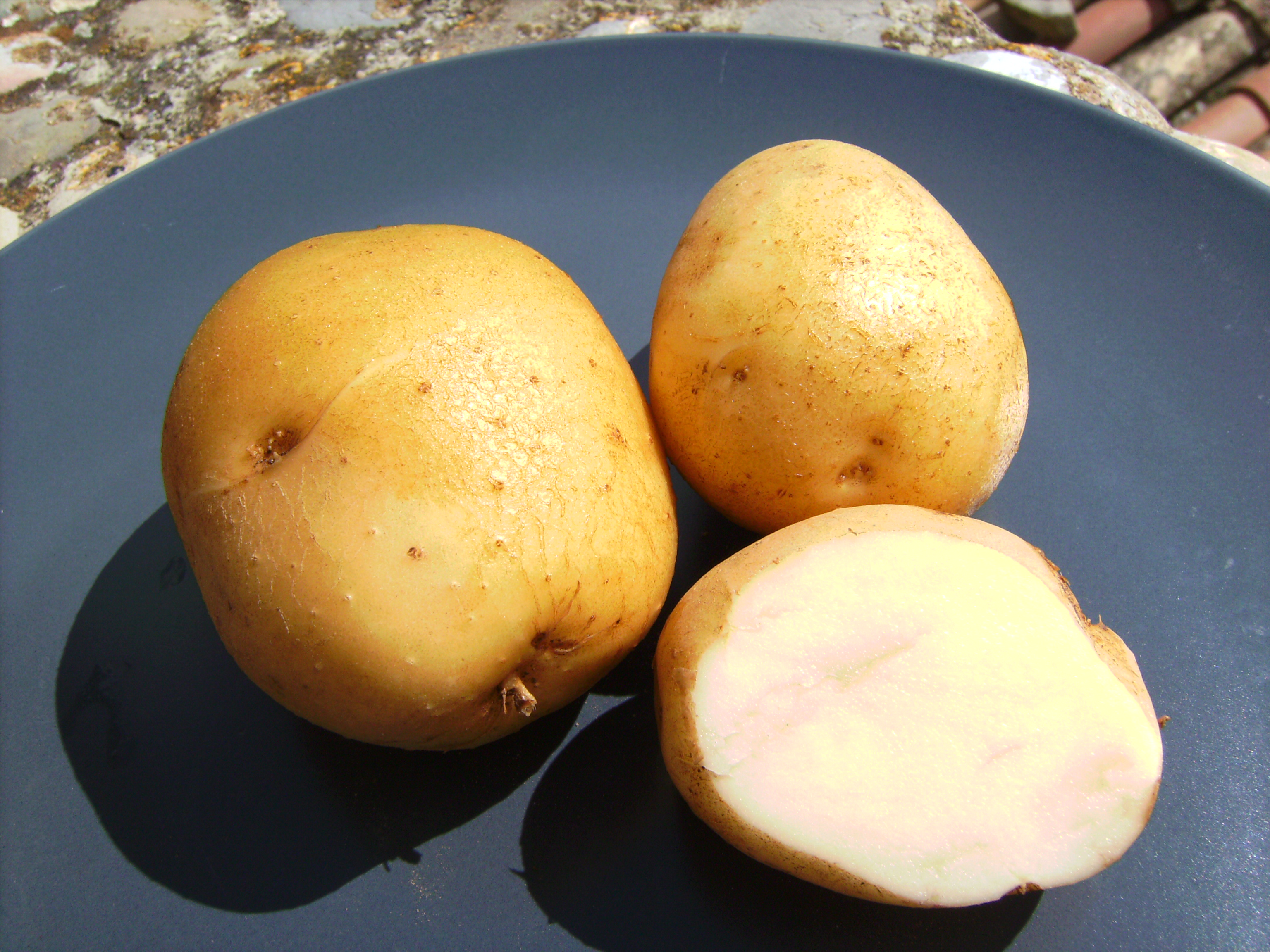
Patates de la varietat Kennebec, pell groga i polpa blanca

Kennebec és una varietat de patata. És la varietat utilitzada reglamentàriament en la indicació geogràfica protegida Patata de Prades.
Va ser creada l'any 1941 pel Departament d'Agricultura dels Estats Units partint dels encreuaments de les varietats (Chippewa x Katahdin)x (3895-13 x Earlaine).
Es va multiplicar inicialment a l'estació de Presque Isle situada a l'Estat de Maine.
El seu cicle (de la plantació a la collita) és d'uns 110 dies. La seva pell és groga i fina. La polpa és blanca. Té tendència al creixement dels tubercles prop de la superfície i per això pot prendre tints verdosos. El seu rendiment és mitjà. És adequada per a bullir i fregir. Es considera organolèpticament excel·lent (molt similar a la patata del bufet d'Osona.)